# プレストン・クラウド
プレストン・クラウド（Preston Ercelle Cloud, Jr.、1912年9月26日 – 1991年1月16日）は、アメリカ合衆国の古生物学者、地理学者である。地質時代や自然発生説に関する研究で有名である。地球と生命の歴史における草分け的な研究者

## 生涯

### 初期の人生
プレストン・クラウドはマサチューセッツ州ウェストアプトンで生まれ、ペンシルベニア州ウェインズボロ (Waynesboro)で育った。ウェインズボロで、クラウドは外で遊ぶことが好きになった。高校を卒業するとすぐにアメリカ海軍に3年間（1930年 - 1933年）入隊し、ボクシングに優れていたと言われている。

### 高等教育
大恐慌により就職が難しいにもかかわらず、プレストンはワシントンD.C.にあるジョージ・ワシントン大学における自身の第1学期の学費を工面した。クラウドの人生に大きな影響を与えたのは、国立自然史博物館の館長であり、古生物学の教授であったレイ・バスラーだった。バスラーはプレストンが古生物学に興味があることを知り、国立自然史博物館で働けるように手配した。そうして、プレストンは古生物学者であり、層序学者であるG.アーサー・クーパーの下で研究を始めた。クーパーの下で、プレストンは化石、特に腕足動物の化石について学んだ。プレストンは1日中博物館で働き、1938年に卒業して理学士学位を取得した。そして、クーパーはプレストンのエール大学の学費を工面した。
1961年から、プレストンはミネソタ大学で地質学の教授、カリフォルニア大学ロサンゼルス校の教授を歴任した。30年間全米アカデミーに在籍し、地質学部門の会議や理事会で議長を務めた。

### 死去
1991年1月16日にカリフォルニア州サンタバーバラの自宅で筋萎縮性側索硬化症により死去。78歳没。

## 受賞歴
- 1976年:  Penrose Medal（アメリカ地質学会）
- 1977年:  Charles Doolittle Walcott Medal（全米科学アカデミー）

## 著書
- 宇宙・地球・人間 １・２ 岩波現代選書 NS　1981年　レストン・クラウド(著)、一國雅巳(翻訳)、佐藤壮郎(翻訳)、鎮西清高(翻訳)